# 中仙町
中仙町（なかせんまち）は、秋田県の中央部に位置していた町である。2005年（平成17年）に周辺の市町村と合併して大仙市となった。ドンパン節発祥の地である。

## 地理
200あると言われる湧水や、散居村の景観が特徴。水を家に引き込む水家（みじゃ）、倉を水の上に建てる水板倉など水にまつわる景観があり、黒澤明監督の映画「夢」の「水車のある村」のモデルになったとされる。
- 山：扇形山、小滝山
- 河川：玉川・斉内川・桧内川（）
- 湖沼：

## 歴史
長野地区は関ヶ原の戦い後、秋田入りした佐竹北家が居を構えた地である（後に角館に移った）。長野地区は、長野 - 角館間が浅瀬となる玉川の水運における陸揚げ・積替えの拠点として発展し、二日町、六日町といった地名に残るように市が立った。
- 1955年（昭和30年）：長野町、清水村、豊川村、豊岡村の1町3村が合併して成立。
- 2005年（平成17年）3月22日：周辺の1市5町1村（大曲市、太田町、神岡町、協和町、仙北町、西仙北町、南外村）と合併、大仙市となる。

## 教育

### 中学校
- 中仙中学校
- 豊成中学校

### 小学校
- 中仙小学校
- 豊岡小学校
- 豊川小学校
- 清水小学校

## 交通

### 鉄道
- 東日本旅客鉄道（JR東日本）
  - 田沢湖線：鑓見内駅 - 羽後長野駅 - 鶯野駅

### 道路
- 一般国道
  - 国道105号
    - 道の駅なかせん

## 名所・旧跡
長野二日町には黒塀のまちなみが残る。
- 水神社
  - 国宝の線刻千手観音等鏡像がまつられている[4]。
- 八乙女公園
  - 桜の名所であり、古城跡。1988年に八乙女球場やテニスコートができた[4]。
- 仁王・鍾馗
  - 防疫の神として集落の村境に祀られている[5]。

## 文化・名物

### 食文化
- 日の丸鍋（ウサギ鍋）[6]
- ウサギの焼肉[6]

### 名産・特産
- 杜仲茶[6]
- 杜仲めん[6]
- 栗沢焼[7]

### 祭事・催事
- 清水八坂神社ぼんてん（1月）[7]
- 天筆焼（1月15日）[7]
- 長野ささら - 県指定無形文化財[7]
- 東長野ささら- 県指定無形文化財[7]
- ドンパン祭り（8月16日）
- 長野神社祭典（9月）[7]
- 全国ジャンボうさぎフェスティバル（10月）

## 人物

### 出身人物
- 佐々木克：歴史学者
- 鈴木優花：陸上選手
- 高川定子：バスケットボール日本代表
- 高田景次：元秋田市長
- 長沢了仙：医者
- 廣幡憲：洋画家
- 円山和子：演歌歌手

### ゆかりの人物
- 黒澤明：映画監督。父の出身地